# Chevrolet Astro I
Pour les articles homonymes, voir Astro.

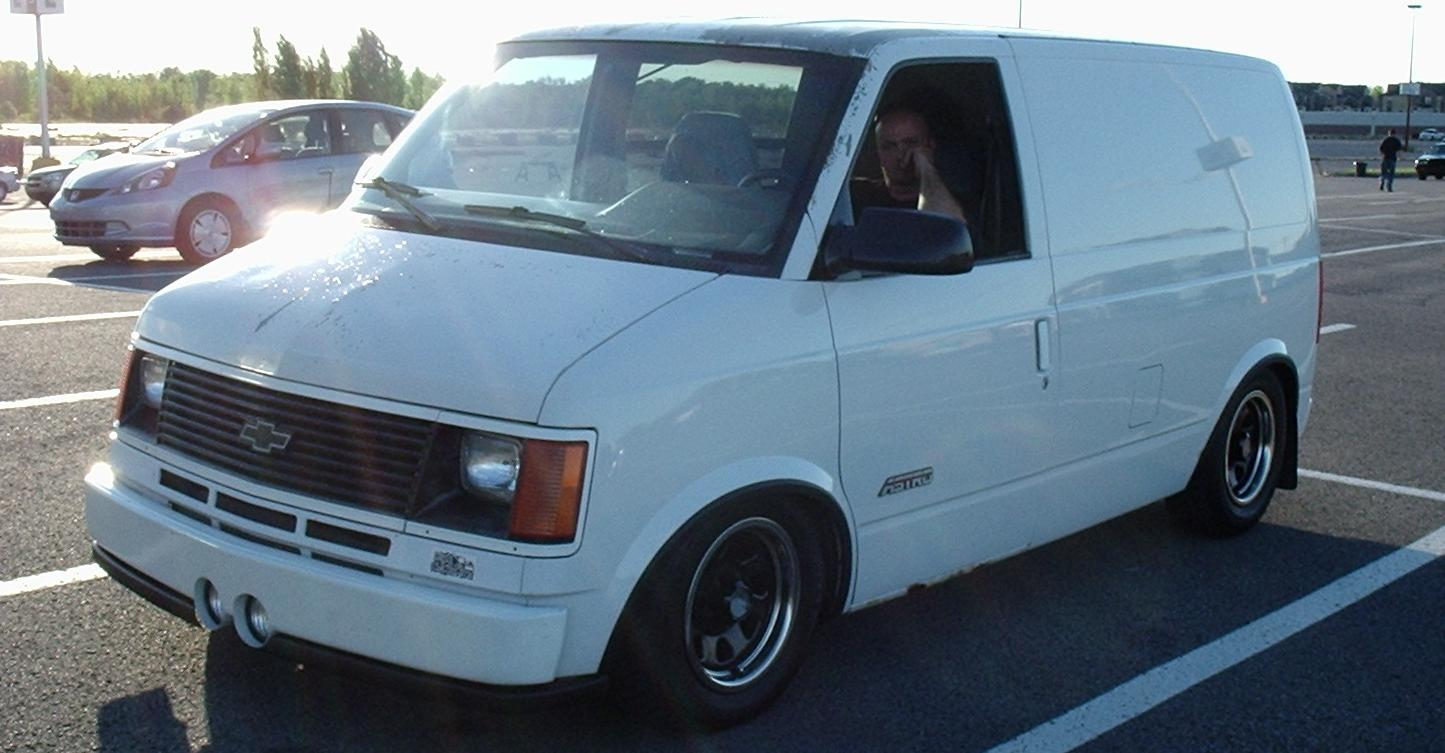
Voiture camionnette Chevrolet Astro 1

La Chevrolet Astro I était un concept car créé pour 1967. Le design du nez de l'Astro I était assez similaire à celui du show car Mako Shark.